# 大山まんじゅう
大山まんじゅうとは神奈川県伊勢原市大山の大山まんじゅう本舗良辨で作られている饅頭のこと。江戸時代より大山詣の土産品として親しまれている。大山まんじゅうは黒糖を使用した茶色の皮にあんを包んだ饅頭である 。

## 歴史
- 1866年(慶応2年)大山まんじゅう本舗良辨創業。名前の由来は大山を開山した、良弁という僧が、名前の由来である近くの良辨滝に由来する。

## 所在地・交通アクセス

### 店舗名・住所
- 大山まんじゅう本舗良辨 神奈川県伊勢原市大山455

### 営業時間・定休日
- 営業時間：7:00～19:00(売り切れ次第営業時間変動)
- 定休日：水曜日(祝日の場合は営業)

### 交通アクセス
- 小田急線伊勢原駅より北口からバスで大山ケーブル行22分、バス停「良辨滝」下車徒歩2分。

## 良辨の商品
- 大山まんじゅう - 前述通り、黒糖を使用した茶色の薄い皮に餡を包んだ饅頭。お店の看板商品となっている。
- 大山羊羹  -   表紙には近くの良辨滝が描かれている羊羹。
- あふり嶺 - 丹沢に自生するくるみに、卵、蜂蜜の素材にこだわっている和菓子。県指定銘菓。